# Soul Food
Soul Food es el primer álbum del grupo de southern rap Goodie MOb, de 1995.

## Lista de canciones
1. Free por Cee-Lo
2. Thought Process featuring André 3000
3. Red Dog featuring Cool Breeze
4. Dirty South por Big Gipp featuring Cool Breeze y Big Boi
5. Cell Therapy
6. Sesame Street
7. Guess Who
8. Serenity Prayer
9. Fighting featuring Joi
10. Blood
11. Live at the O.M.N.I.
12. Goodie Bag
13. Soul Food featuring Sleepy Brown y 4.0
14. Funeral
15. I Didn't Ask to Come
16. Rico por Rico Wade
17. The Coming featuring Witchdoctor
18. Cee-Lo por Cee-Lo
19. Day After featuring Roni

- Datos: Q979122